# Xarxa Audiovisual Local
La Xarxa Audiovisual Local és una empresa pública creada per la Diputació de Barcelona per a gestionar el suport a l’audiovisual local català donant resposta a les seves necessitats i contribuint a la dinamització del sector. Desenvolupa la seva activitat a través de la marca La Xarxa i de La Xarxa+, la plataforma OTT de les televisions i ràdios locals, i a través del qual s’organitzen i regulen els serveis a les televisions i ràdios locals que hi estan adherides.
També ofereix serveis d’assessorament tècnic, jurídic, administratiu i comercial; impulsa les dinàmiques de cooperació i concertació del sector audiovisual, i promou la producció i coproducció de continguts per i amb els mitjans de proximitat.

## Història
La Xarxa Audiovisual Local SL és una societat mercantil creada el 15 de novembre de 2012 per la Diputació de Barcelona per gestionar el suport a l'audiovisual local català. Va absorbir l’activitat del que fins llavors havia estat La Xarxa Audiovisual Local e.p.e. (societat mercantil creada el 2004, que gestionava la Xarxa de Televisions Locals (XTVL) i el portal de notícies Lamalla.cat) i de l’Agència de Comunicació Local (que gestionava COM Ràdio). Així mateix, des del febrer de 2023, incorpora a la seva gestió la de La Xarxa+, una plataforma OTT que ofereix continguts audiovisuals de proximitat, l’emissió d’una trentena de canals de televisions locals, així com una oferta de pòdcasts produïts per les ràdios locals, i que és la primera OTT íntegrament de proximitat en català.

### Protocol de serveis
Actualment hi ha més d’una cinquantena de televisions i prop de 150 ràdios locals adherides a la XAL. (enllaçar amb https://www.xal.cat/entitats/) La relació entre els mitjans adherits i la XAL es regula en el marc d'un Protocol General de Serveis que inclou 8 annexos: Serveis generals, Servei de continguts, Servei de continguts sindicats: drets d’emissió i explotació, Distribució de continguts a través de la plataforma La Xarxa+, Sistemes tècnics, Comercialització, Enregistrament d’àudios corporatius i publicitaris i Servei de mesurament de consum televisiu (HbbTV).
La XAL ofereix continguts informatius, esportius, culturals, divulgatius i d’entreteniment produïts i coproduïts per les mateixes ràdios i televisions locals, perquè els mitjans adherits puguin complementar les seves respectives ofertes de programació.
També posa a disposició diferents vies de distribució de continguts perquè els mitjans locals escullin quan i com els volen emetre. Així mateix, proporciona assessorament tècnic, jurídic, lingüístic, comunicatiu, estratègic, documental, de formació, cessió o lloguer d’equips i recursos tècnics, gravació de publicitat i suport comercial.

### Una xarxa d’intercanvi i cooperació
La XAL posa també a disposició dels mitjans adherits diversos instruments per distribuir i compartir continguts. Les ràdios i televisions compten des de 2016 amb una eina anomenada XarxaMèdia que ha facilitat el servei d’intercanvi i cooperació entre ells. Aquest sistema ha anat evolucionant i ara és una única plataforma de distribució i gestió de continguts entre les diferents entitats, les quals estan connectades a través d’una xarxa de fibra que facilita aquestes transmissions.

## Llistat de consellers delegats[calcitació]
- Francesc Pena (2011-2019)
- Lluis Garriga (2019-2022)
- Marc Melillas (2022-...)